# Domus Avinyó
La domus Avinyó és una casa romana al subsòl de la finca del carrer d'Avinyó, 15 de Barcelona. Actualment és un dels centres del Museu d'Història de Barcelona (MUHBA), i va obrir les portes a l'abril del 2015.

## Descripció
La domus Avinyó es troba a l'antic suburbium de Bàrcino, traspassada la muralla romana, de la que se'n conserven restes. Hi convivien zones d'hàbitat i de producció, destinades a la metal·lúrgia, la terrisseria, la salaó, etc., amb vil·les suburbanes, dedicades bàsicament al conreu de vinya i la producció de vi. La muralla comptava amb un fossat i zones d'abocadors (una d'elles molt a prop) on es llençaven, entre altres coses, els atuells de ceràmica que ja no es feien servir.

L’intervallum era un carrer que recorria el traçat de la muralla pel seu interior, que servia per afavorir un accés ràpid a qualsevol punt, tot i que a Bàrcino va ser urbanitzat molt aviat, perdent la seva funció. Tenia una amplada d'uns 7,5 m en aquesta zona on, en un primer moment, va haver-hi un porxo. La domus va engrandir-se, agafant una part del carrer, on es va construir un forn de grans dimensions, que estaria dedicat a la cocció de pa i relacionat amb alguna taverna o botiga per vendre'l.

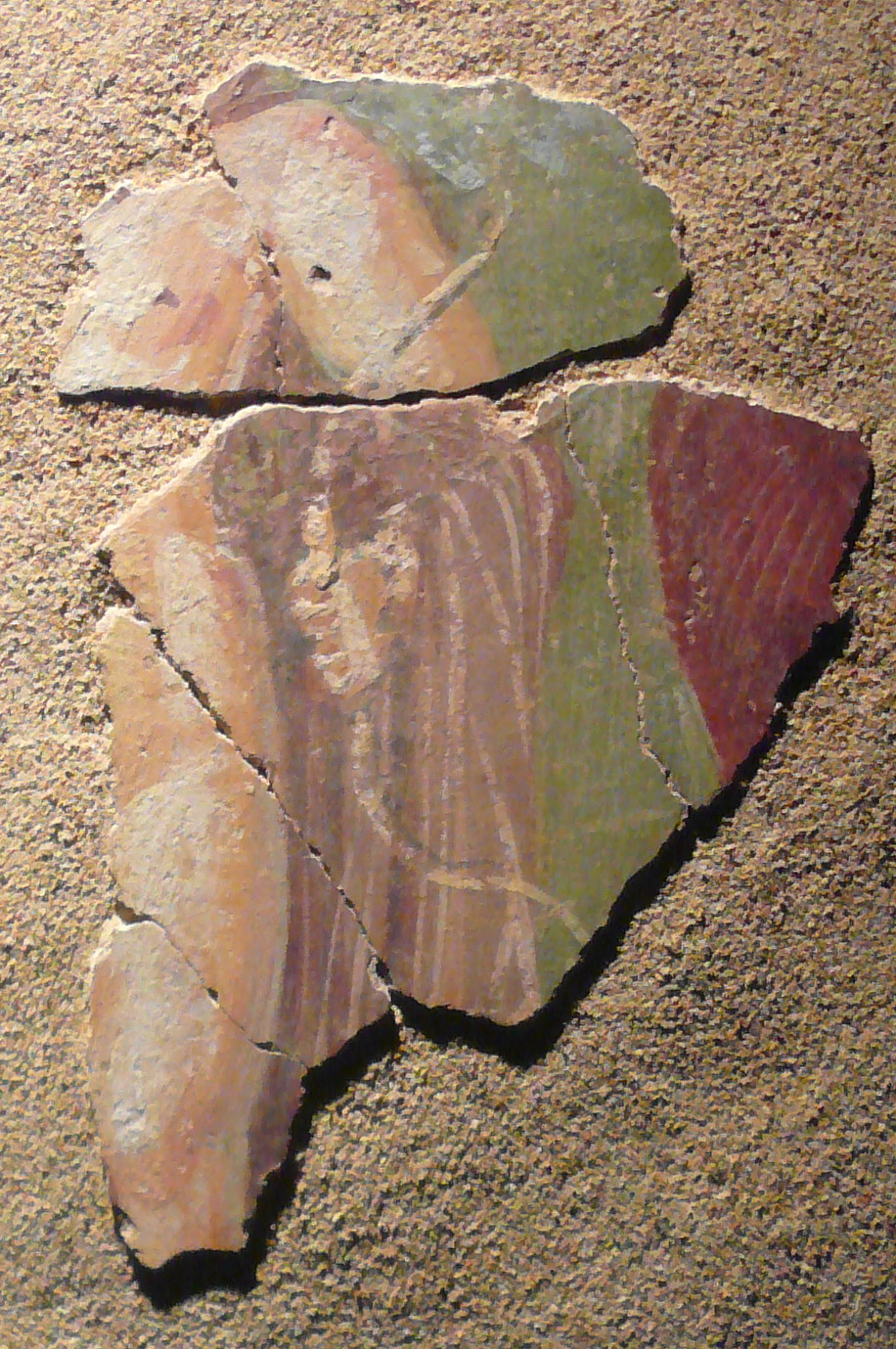
Cupido, fresc de la domus del carrer Avinyó

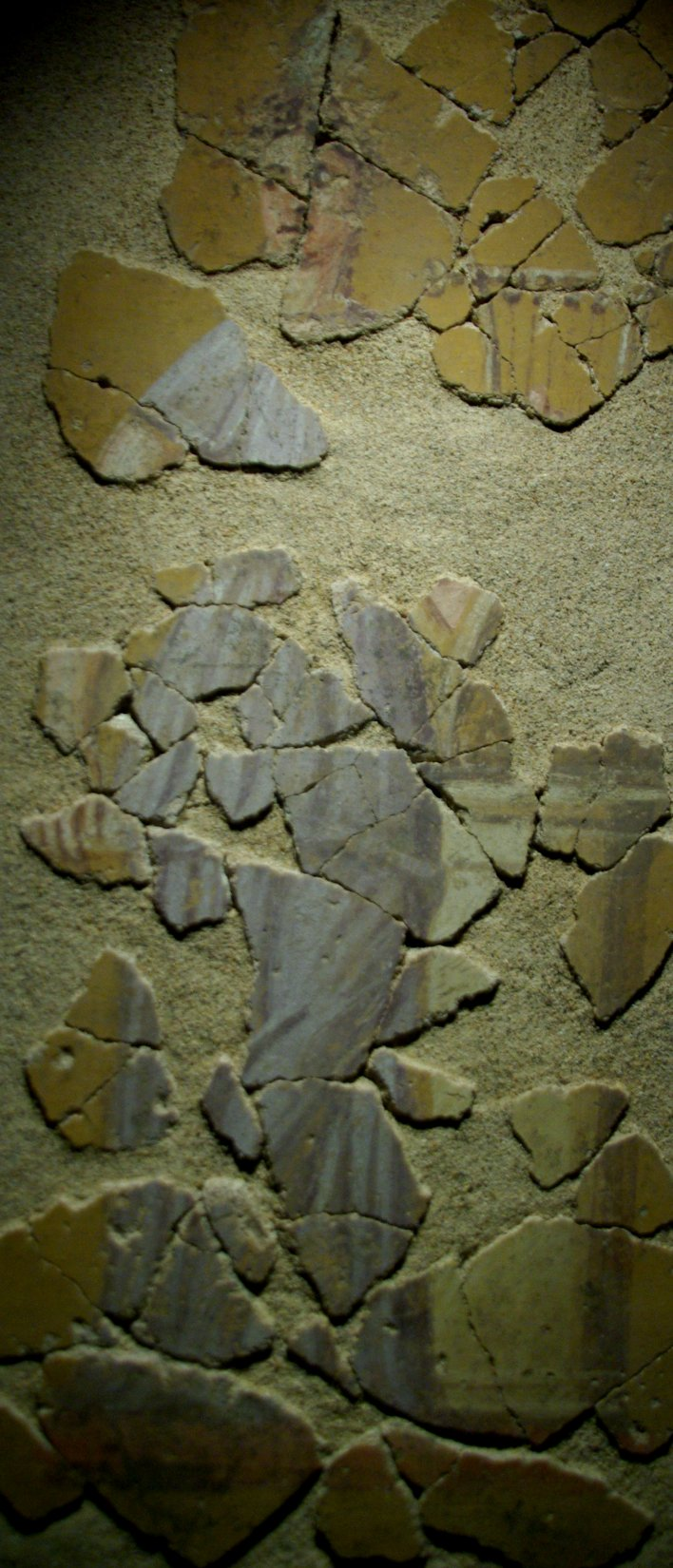
Musa Terpsícore, fresc de la domus del carrer Avinyó

Les restes que es coneixen dels habitatges de Bàrcino són el testimoni de cases riques amb un elevat grau de representació, cases que dins les seves parets privades desenvolupaven funcions públiques. Estaven decorades amb mosaics i pintures murals de molta qualitat, la majoria de les quals tenien, fins i tot, un bany privat amb tot el recorregut. Pel que fa a la domus Avinyó, les restes conservades corresponen a tres habitacions, dues formen part d'un triclini, sala de banquets, espai per a rebre i menjar, i l'altra és un cubiculum, cambra del senyor.
- El triclini o sala de banquets estava format per una avantcambra i l'espai principal. Posteriorment, al segle iii, es dividí en dos per un envà. Cada habitació presenta un paviment diferenciat, d'opus sectile i mosaic respectivament, i s'obririen cap al peristil, un gran pati interior que els proporcionava llum i aire. Aquesta part de la casa estava destinada als àpats i banquets, que es realitzaven ajaguts sobre tres llits (lectus) disposats en forma d'U amb una tauleta central, rodona (mensa) o quadrada (cibilla). Així ho marca el dibuix compositiu del seu mosaic.[1]

- El cubiculum – la tercera habitació- és on es va recuperar el conjunt més important de pintures de la casa. La cambra responia tant a un ús públic com privat, complementant la recepció de convidats del triclini i, propiciant un espai més íntim per les reunions socials. Curiosament, el luxe pictòric no es manifesta al paviment, format per un opus signinum i situat a uns 40 cm per sota del nivell de les altres habitacions. Segurament per la forma del terreny, ja que la domus es troba en un dels vessants del turó. Es coneixen com a cubiculae de dia (cambres del llit diürnes) i en aquests àmbits es podien realitzar recitals literaris privats, negocis o relacions sexuals, entre altres activitats. A part d'un llit (lectus), en aquestes habitacions s'hi podien trobar bancs i seients de diverses mides, una taula per a l'estudi i també arques per guardar objectes.[1]

- L'espai productiu: Cap al segle iii, coincidint amb la darrera reforma de la domus, es documenta la presència d'una àrea de producció al voltant d'un forn d'importants dimensions, que es relaciona amb la producció de pa, a la zona de l'intervallum. També s'ha documentat la part inferior d'un molí de procedència itàlica, reaprofitat en el darrer moment com a pica, cosa que confirma la producció de pa des d'un inici de funcionament de la domus. Pel que fa a la propietat del forn, no es descarta que sigui del dominus de la casa. L'ocupació de l'espai públic per interessos particulars és un fet que es repeteix a diversos carrers de Bàrcino, especialment cap al segle iii, moment de reformes urbanes importants.[1]

- Les pintures: El patrimoni més rellevant que s'ha recuperat d'aquest espai és un gran conjunt de pintura mural, pintades al fresc amb retocs en sec, del IV estil pompeià i estil provincial, que no havia estat mai documentat a Barcelona i que daten del segle i-ii. Aquest conjunt pictòric, que ha estat estudiat per la Dra. Alícia Fernández de la Universitat de Múrcia i per Lorenzo Suárez, és d'una gran qualitat tècnica, compositiva i cromàtica. Va ser realitzat per un taller d'artesans que coneixia molt bé la pintura que s'estava desenvolupant a la península Itàlica en aquells moments, models que es van expandir arreu de les províncies de l'Imperi Romà. L'elevada factura i la complexitat artística implica la presència d'un pintor molt especialitzat i d'un propietari de refinada cultura de la societat de Bàrcino. El conjunt millor conservat del jaciment es van recuperar a l'habitació 3, el cubiculum. Una de les pintures més destacades és el sostre, que presenta una luxosa decoració on s'hi troben diferents faixes amb motius florals i geomètrics, i s'ha conservat part d'un dels motius centrals. A l'interior del rombe, es representa el Rapte de Ganimedes envoltat de sanefes i motius florals, tot combinat amb motllures. Ganimedes, d'origen troià, guardava els ramats del seu pare, quan Zeus el veu i es queda cor-robat de la seva bellesa, moment en què la divinitat o la seva metamorfosi en àguila el rapta i el porta a l'Olimp per a convertir-lo en el seu coper. És un símbol de la bellesa, l'eternitat, l'amor homosexual i la llibertat. Així mateix, hi ha un gran nombre de decoració geomètrica i vegetal. Les sanefes o motius geomètrics solien separar panells amb decoracions diferents. També s'ha documentat un amoret, un noi despullat i alat que duu un arc. Podria representar el fill de la divinitat de l'amor, Venus. L'altra representació figurada és una imatge de Terpsícore, musa de la dansa i el cant coral i que sempre es representava amb una lira marcant el compàs, com la d'aquesta pintura. La figura devia estar situada en el centre d'un panell groc de la zona mitjana d'un dels murs del triclini o sala de banquets, probablement el mur sud. Un altre tema representat a les pintures són elements arquitectònics com columnes, canelobres, portes o finestres, que donaven noves perspectives de l'espai en un cert efecte de trompe-l'oeil.[1]

## Descoberta
L'any 2004, arran de les obres de rehabilitació de l'edifici de propietat municipal del carrer d'Avinyó, 15, es va dur a terme una intervenció arqueològica per l'empresa Àtics, sota la direcció tècnica d'Adriana Vilardell i gestionada pel Servei d'Arqueologia de Barcelona. Aquesta excavació va documentar les restes d'una domus romana, l'origen de la qual es pot situar al segle i, i que es va reformar fins al segle iv. La troballa més rellevant va ser un gran conjunt de pintura mural, únic fins al moment a la ciutat, de gran qualitat tècnica i decorativa.

### Projecte de restauració i museïtzació
En el marc del Pla Bàrcino es van dur a terme la restauració de les pintures sota la direcció de Lídia Font, responsable de conservació preventiva i restauració del Museu d'Història de Barcelona (MUHBA). El projecte arquitectònic l'ha realitzat Vora Arquitectura, i el museogràfic l'empresa Stoa. S'ha reformat una part de la planta baixa de l'edifici i s'ha aprofitat per marcar la ubicació singular de les restes. Tres petits àmbits, decorats amb tres baixos relleus duts a terme pels artistes Enric Passolas, Manolo Fontiveros i Lara Montenegro permeten explicar tres zones de la ciutat: el suburbi, la muralla i l'intervallum. L'objectiu del projecte era donar a conèixer una part de la zona de representació d'una domus d'una família benestant de la Bàrcino romana, però sobretot mostrar part del conjunt pictòric recuperat. Un dels elements museogràfics emprats és un audiovisual, on s'ha intentat plasmar la idea principal del Pla Bàrcino, la relació constant entre la ciutat romana i l'actual i com la primera va apareixent a la segona, a vegades molt clarament, altres de forma més amagada. El recorregut compta amb dos interactius, realitzats per l'empresa Wasabi. Un està dedicat a la casa romana, on s'expliquen els diferents tipus de casa que hi havia: domus, insula i vil·la i se'n poden veure exemples. També aporta informació sobre com eren les domus, i totes les cambres que hi formaven part, tant a la part pública com la privada. L'altre interactiu explica la pintura romana: diferents tècniques, els pigments, els artistes, entre d'altres.